# Curtara alicuja
Curtara alicuja är en insektsart som beskrevs av Delong 1983. Curtara alicuja ingår i släktet Curtara och familjen dvärgstritar. Inga underarter finns listade i Catalogue of Life.